# Saint-Félix-de-Lodez
Saint-Félix-de-Lodez település Franciaországban, Hérault megyében. Lakosainak száma 1142 fő (2022. január 1.). Saint-Félix-de-Lodez Ceyras, Jonquières, Saint-André-de-Sangonis és Saint-Guiraud községekkel határos.

## Népesség
A település népessége az elmúlt években az alábbi módon változott:
| Lakosok száma | 520  | 527  | 600  | 1054 | 1151 | 1164 | 1169 | 1163 | 1156 | 1142 |
|               | 1968 | 1982 | 1990 | 2006 | 2013 | 2015 | 2017 | 2019 | 2020 | 2022 |